# Podturn (gmina Rogaška Slatina)
Podturn – wieś w Słowenii, w regionie Sawińskim, w gminie Rogaška Slatina. 1 stycznia 2017 liczyła 74 mieszkańców.